# Ладомерска Вјеска
Ладомерска Вјеска (слч. Ladomerská Vieska) насељено је мјесто са административним статусом сеоске општине (слч. obec) у округу Жјар на Хрону, у Банскобистричком крају, Словачка Република.

## Становништво
| Година:    | 1994. | 2004.   | 2014.   | 2024.   |
| ---------- | ----- | ------- | ------- | ------- |
| Број људи: | 819   | 782     | 805     | 758     |
| Разлика:   |       | -4,51 % | +2,94 % | -5,83 % |

| Година:    | 2023. | 2024.   |
| ---------- | ----- | ------- |
| Број људи: | 763   | 758     |
| Разлика:   |       | -0,65 % |

Према подацима о броју становника из 2011. године насеље је имало 827 становника.